# Chianti Colli Fiorentini
Chianti Colli Fiorentini is een rode wijn die geproduceerd wordt in het heuvelland van de provincie Florence in Toscane (Italië). De gebieden die vallen binnen het oorspronkelijke Chianti-gebied produceren Chianti Classico.
Chianti Colli Fiorentini heeft het predicaat DOCG (Denominazione di Origine Controllata e Garantita).
Net als bij de andere Chianti wijnen is de kwaliteit van deze Chianti wisselend. Het gaat om wijnboeren die buiten het Classico-gebied vallen, maar toch Chianti produceren. De prijzen van de wijnen buiten het Classico-gebied liggen doorgaans lager, wat zich vertaalt in het geringere aandeel wijnbouw op deze bedrijven.
Wanneer aan de voorwaarde van twee jaar lagering op fust en zes maanden rijping in de fles wordt voldaan, mag de wijn het predicaat "Riserva" hebben.